# Václav Migas
Václav Migas (ur. 16 września 1944, zm. 23 września 2000) – czeski piłkarz grający na pozycji obrońcy. W swojej karierze rozegrał 8 meczów w reprezentacji Czechosłowacji.

## Kariera klubowa
Przez całą swoją karierę piłkarską Migas związany był z klubem Sparta Praga. W sezonie 1962/1963 zadebiutował w nim w pierwszej lidze czechosłowackiej i grał w nim do końca sezonu 1973/1974, w którym zakończył karierę. Wraz ze Spartą dwukrotnie zostawał mistrzem Czechosłowacji w sezonach 1964/1965 i 1966/1967. W latach 1964 i 1972 zdobył Puchar Czechosłowacji. W 1964 roku zdobył też Puchar Mitropa.

## Kariera reprezentacyjna
W reprezentacji Czechosłowacji Migas zadebiutował 7 października 1969 w wygranym 3:0 meczu eliminacji do MŚ 1970 z Irlandią. W 1970 roku został powołany na te mistrzostwa. Zagrał na nich w trzech meczach: z Brazylią (1:4), z Rumunią (1:2) i z Anglią (0:1). Od 1969 do 1970 roku rozegrał w kadrze narodowej 8 meczów.